# Ґітіс Падеґімас
Ґітіс Падеґімас (лит. Gytis Bernardas Padegimas; *17 лютого 1952, Каунас) — литовський актор, театральний режисер та педагог. Поставив на литовській сцені спектаклі за творами Миколи Куліша («Отак загинув Гуска», 1984) та Лесі Українки («Лісова пісня», 1998).

## Біографія
У 1975 році закінчив режисерський факультет Державного інституту театрального мистецтва у Москві. 
До 1980 очолював Молодіжний театр Литви (LJT), 1980—1986 — Каунаський державний драматичний театр (KVADT), 1988—1993 — Шяуляйський драматичний театр, головний режисер. 
1993—1999 на чолі Каунаського державного академічного драматичного театру. Крім того, ставив спектаклі у литовському державному академічному драматичному театрі (нині Литовський національний драматичний театр), Музичному театрі Клайпеди (BMD).
Викладав у Литовській академії музики, Каунаського Університету Вітаутаса Великого.
Співпрацює з державним телебаченням у царині створення документалістики.

### Українська драматургія
Падеґімас одним із перших поза межами України поставив п'єсу Миколи Куліша, написану ще у 1925 році. Цей гумористичний твір «Отак загинув Гуска» вийшов на сцені Каунаського театру у 1984 році.
Наступного разу він звертаться до української драматургії у 1990-х роках, вже після проголошення незалежністі Литви. У 1998 році поставив «Лісову пісню» Лесі Українки.